# Спас-Загорье
Спас-Загорье — село в Малоярославецком районе Калужской области.
Административный центр Сельского поселения «Село Спас-Загорье».

## География
Село Спас-Загорье расположено на излучине реки Протвы в 9,5 км от города Малоярославца и в 3 км от города Обнинска. Находится в непосредственной близости, между автодорог М3 «Украина» * E 101 и A130.

## Население
| 2002 | 2010 |
| ---- | ---- |
| 239  | ↘208 |

## История
Впервые упоминается в середине XV века как поселение в составе удельного Оболенского княжества.
В 1614 году в селе князем Б. М. Лыковым-Оболенским возведён Спасо-Преображенский храм. В строительстве храма также принимали участие Нарышкины, имение которых было по соседству с селом.
Дошедший до нашего времени храм в архитектурном отношении представляет собой яркий образец национального стиля русского зодчества конца XVII века, характерными чертами которого являются пятиглавие, завершение свода закомарами, обрамление куполов кокошниками. Верхний храм выстроен на подклете и имеет два яруса окон, обрамленных наличниками, состоящими из двух колонок, связанных сверху фигурной скобкой. Колокольня шатровая, причем грани её третьего яруса ориентированы по сторонам света.
Во владении и управлении рода Оболенских село оставалось до 1919 года. По преданию, в 1721 году село посещал Пётр I.
В 1812 году в нём размещалась ставка М. И. Кутузова. Само село находилось в центре военных действий. Несмотря на наступающие холода, жители села разобрали свои дома на строительство переправы для русских войск.
В память об этом в 1962 г. в селе был установлен небольшой камень с надписью. С образованием губернии село входило в состав Спасской волости Малоярославецкого уезда.
Население Спас-Загорья было в конфессиональном отношении смешанным. "Именной список раскольникам, находящимся Спасской волости", сохранившийся в фонде Малоярославецкого уездного исправника (Государственный архив Калужской области. Ф. 788) настывает на 1882 год около ста старообрядцев.  Здесь возник самостоятельный приход, один из первых в Калужской губернии. Молитвенные здания содержались и поддерживались местными крестьянами. В 50-х годах XIX века сюда был рукоположен старообрядческий священник – о. Стефан Иванович Монахов, местный уроженец.
В первой половине 1870-х пожар уничтожил моленную в Спас-Загорье. Она была заново выстроена. Стефан Монахов умер в 1880-х годах, но приход с его смертью не распался. Известны имена других священников: о. Иоанн Устинов (умер в ноябре 1890 года), Иоанн Кузнецов, о. Иоанн Плохов, о. Никола Пирогов.
После 1905 года, когда старообрядцам были дарованы религиозные права и старообрядческие приходы возникли в соседних селах и деревнях, а также в городе Малоярославец, община в Спас-Загорье не регистрировалась.
28 сентября 2024 года усилиями администрации сельского поселения «Село Спас-Загорье» (глава – Анна Тупикова) у входа на старообрядческое кладбище был установлен информационный стенд. На кладбище похоронен Виктор Сергеевич Карпичев (1937 – 2024) – доктор философских наук, академик Российской академии народного хозяйства и государственной службы (РАНХиГС), профессор, почетный работник высшего профессионального образования. Ему принадлежит книга «История Спас-Загорья» (М., 2006).
В настоящее время Спас-Загорье слилось с д. Нарышкино и является центром сельского поселения. В селе действует Спас-Загорская основная общеобразовательная школа.
| Спас-Загорье |